# Bogliarka
Bogliarka és un poble i municipi d'Eslovàquia. Es troba a la regió de Prešov, al nord del país. La primera referència escrita de la vila data del 1454.

## Demografia
| Godina             | 1994 | 2004    | 2014    | 2024    |
| ------------------ | ---- | ------- | ------- | ------- |
| Nombre de persones | 172  | 154     | 123     | 102     |
| Diferència         |      | −10,46% | −20,12% | −17,07% |

| Godina             | 2023 | 2024   |
| ------------------ | ---- | ------ |
| Nombre de persones | 98   | 102    |
| Diferència         |      | +4,08% |